# بوبي نوبل
بوبي نوبل (بالإنجليزية: Bobby Noble)‏ (18 ديسمبر 1945 بمانشستر في المملكة المتحدة - 22 أغسطس 2023) هو لاعب كرة قدم بريطاني في مركز الظهير. لعب مع مانشستر يونايتد.

## وصلات خارجية
- بوبي نوبل على موقع قاعدة بيانات كرة القدم.إي يو (الإنجليزية)
- بوبي نوبل على موقع عالم كرة القدم.نت (الإنجليزية)